# Pozwól mi wejść (film 2010)
Pozwól mi wejść (ang. Let Me In) – amerykańsko-brytyjski horror filmowy z 2010 roku w reżyserii Matta Reevesa, będący remake'em szwedzkiego filmu z 2008 o tym samym tytule. Film był nominowany do wielu nagród, ostatecznie zdobywając dwie statuetki Saturn w kategoriach Najlepszy horror / thriller oraz Najlepsza kreacja młodego aktora lub aktorki dla Chloë Grace Moretz.

## Fabuła
Owen od czasu rozwodu swoich rodziców jest załamany. Nie ma przyjaciół, zamyka się w sobie i staje szkolnym pośmiewiskiem. Pewnego razu poznaje tajemniczą Abby, która okazuje się być wampirzycą. Owen dowiaduje się o tym, gdy w mieście dochodzi do brutalnych morderstw, a główną podejrzaną staje się Abby.

## Obsada
- Kodi Smit-McPhee – Owen
- Chloë Grace Moretz – Abby
- Richard Jenkins – ojciec
- Cara Buono – matka Owena
- Elias Koteas – policjant
- Sasha Barrese – Virginia
- Dylan Kenin – Larry
- Chris Browning – Jack
- Ritchie Coster – pan Zoric